# Jungman
Jungman (från lågtyskans "Jungmann", ung man) är en titel för en sjöman inom däcksavdelningen som är ny i tjänsten, och mindre erfaren än en matros. Efter viss tid till sjöss sker befordran till befaren jungman. Jungmannen har efter matrosen och kaptenen den viktigaste rollen på ett fartyg och ansvarar bland annat för trossar, landbrygga och god stämning vilket har föranlett sjö-mantrat "Jungman är Kungman" 

## Sverige
Enligt svenska bestämmelser, har en sjöman inom däcksavdelningen behörighet som jungman efter sina tre första månader i sjötjänst. Efter ytterligare tre månader kan denna bli befaren jungman. En jungman kan som enda eller en av två utöver befälet ha vakt på kommandobryggan på fartyg med bruttodräktighet under 200, en befaren jungman på fartyg med bruttodräktighet under 500 eller tillsammans med minst lättmatros på större fartyg.